# 阿格涅什卡·科尔内卢克
阿格涅什卡·科尔内卢克（波蘭語：Agnieszka Korneluk，1994年7月7日—），原姓孔科莱夫斯卡（Kąkolewska），波蘭女子排球運動員，司職副攻。現時效力於土超豪門費內巴切女排俱樂部。
科尔内卢克在2014年開始成為波蘭國家女子排球隊一員。曾參加過2013年欧洲女子排球锦标赛和2019年蒙特勒排球大师赛。

## 獎項

### 个人荣誉
- 2019年歐洲女子排球錦標賽：最佳副攻